# Тоньїто
Тоньїто (ісп. Toñito, нар. 24 лютого 1977, Ла-Оротава) — іспанський футболіст, що грав на позиції нападника.
Виступав, зокрема, за клуб «Спортінг».
Чемпіон Португалії. Дворазовий володар Суперкубка Португалії.

## Ігрова кар'єра
Народився 24 лютого 1977 року в місті Ла-Оротава. Вихованець футбольної школи клубу «Тенерифе».
У дорослому футболі дебютував 1995 року виступами за команду «Тенерифе Б», в якій провів два сезони, взявши участь у 32 матчах чемпіонату. 
Протягом 1997—1999 років захищав кольори клубу «Віторія» (Сетубал).
Своєю грою за останню команду привернув увагу представників тренерського штабу клубу «Спортінг», до складу якого приєднався 1999 року. Відіграв за лісабонський клуб наступні п'ять сезонів своєї ігрової кар'єри. За цей час виборов титул чемпіона Португалії, ставав володарем Суперкубка Португалії (двічі).
Згодом з 2001 по 2008 рік грав у складі команд «Санта-Клара», «Боавішта», «Тенерифе», «Рієка», «Уніан Лейрія» та «Іонікос». Протягом цих років додав до переліку своїх трофеїв ще один титул володаря Суперкубка Португалії.
Завершив ігрову кар'єру у команді АЕК (Ларнака), за яку виступав протягом 2009 року.

## Титули і досягнення
- Чемпіон Португалії (1):

«Спортінг»: 1999-2000
- Володар Суперкубка Португалії (2):

«Спортінг»: 2000, 2002